# Bartel BM-5
Bartel BM-5 – polski samolot szkolno-treningowy z okresu międzywojennego.

## Historia
W 1926 roku Departament Lotnictwa Ministerstwa Spraw Wojskowych ogłosił konkurs na projekt przejściowego samolotu treningowego. Wśród zgłoszonych znalazł się projekt inż. Ryszarda Bartla z Wytwórni Lotniczej „Samolot” z Poznania, oznaczony jako BM-3. 8 września 1927 r. podpisano wstępną umowę nr 24/27 na budowę trzech prototypów. Wskutek kryzysu finansowego wytwórnia jednak się z niej nie wywiązała, a równocześnie inż. Bartel opracował następny projekt, oznaczony jako BM-4. Na tej podstawie wytwórnia zwróciła się o zgodę na zmodernizowanie projektu modelu BM-3, a po jej otrzymaniu powstał nowy projekt oznaczony Bartel BM-5.
Po jego uzgodnieniu, w marcu 1928 roku przystąpiono do budowy pierwszego prototypu oznaczonego jako BM-5a, do napędu którego użyto silnika rzędowego Austro-Daimler o mocy 220 KM (162 kW), i ukończono go w lipcu. 27 lipca 1928 r. jego oblotu dokonał pilot fabryczny Edmund Hołodyński. Podczas prób w locie stwierdzono, że osiągi są mniejsze od zakładanych. Przyczyną była zbyt duża masa silnika, który ważył 325 kg, oraz masa własna większa od zakładanej o 92 kg. W lutym 1929 prototyp ten poddano także próbom przydatności do akrobacji dokonanych przez płk. pil. Jerzy Kossowskiego.

Silnik SPA 6A eksponowany w MLP w Krakowie

Po uwzględnieniu wyników prób BM-5a, drugi prototyp oznaczony BM-5b wyposażono w lżejszy 6-cylindrowy włoski silnik rzędowy SPA-6A o mocy 220 KM (162 kW). Prototyp ten zbudowano kierując się sugestiami Komisji Dowództwa Lotnictwa co do wykorzystania silników tego typu pozostałych po produkcji licencyjnego samolotu myśliwskiego Ansaldo A-1 Balilla. Prototyp BM-5b został oblatany 15 kwietnia 1929 r.; miał on lepsze osiągi, lecz nadal nie spełniał warunków do szkolenia w akrobacji, gdyż nie dawał się wprowadzić w korkociąg. 
Zbudowano więc kolejny prototyp – BM-5c, wyposażony w mocniejszy silnik rzędowy w układzie „V” – Hispano-Suiza 8Fb o mocy 300 KM (221 kW), który został oblatany 30 sierpnia 1929 r. Zastosowano w nim inne łoże do mocowania silnika, nowe osłony, instalację chłodzenia i instalację olejową oraz podwozie główne z amortyzacją olejowo-powietrzną. Wprowadzone zmiany konstrukcyjne poskutkowały zwiększeniem możliwości akrobacyjnych samolotu i polepszeniem właściwości pilotażowych.
Na początku 1929 r. w trakcie prób prototypów wytwórnia „Samolot” otrzymała zamówienie na wykonanie samolotów treningowych BM-5 dla wojskowych szkół lotniczych (umowa 18/28 z dn. 20.03.1929 r.). Rozpoczęto ich produkcję seryjną i w latach 1929–1930 zbudowano łącznie 60 samolotów BM-5 (po 20 każdej wersji). Wszystkie samoloty BM-5 zbudowane dla wojska otrzymały oznaczenie wojskowe BM-5P2. Dostawy samolotów dla wojska zakończono w 1930 r.
Już po likwidacji Wytwórni Lotniczej „Samolot" inż. Ryszard Bartel opracował w Państwowych Zakładach Lotniczych w Warszawie projekt zabudowy do typu BM-5 silnika gwiazdowego Wright Whirlwind J-5 o mocy 220 KM (162 kW). Przetworzony projekt oznaczono jako BM-5d. Po przebadaniu go w Instytucie Badań Technicznych Lotnictwa w Warszawie w 1935 r., w wytwórni PZL wyprodukowano nowe łoża i osłony do silnika Wright Whirlwind J-5 w liczbie 20 egzemplarzy, przekazanych następnie do warsztatów Centrum Wyszkolenia Lotnictwa w Dęblinie, gdzie wykorzystując je przebudowano 20 samolotów wersji BM-5a i BM-5b na nową wersję BM-5d. Okazała się ona najlepszą wersją samolotów BM-5.

## Użycie w lotnictwie polskim
Wyprodukowane w latach 1929–1930 samoloty BM-5 skierowano do Centrum Wyszkolenia Lotnictwa w Dęblinie, z czego 5 w wersji BM-5c przekazano w 1930 roku do Morskiego Dywizjonu Lotniczego w Pucku. Pojedyncze egzemplarze BM-5 przetrwały w Centrum Wyszkolenia Lotnictwa do września 1939 roku.
Wśród szkolonego personelu lotnictwa samolot ten nie cieszył się dobrą opinią. Jeden ze znanych lotników wojskowych zanotował następujące uwagi: „Ciężki, o pękatych profilach skrzydeł i długim, trudnym starcie. Dwa pokolenia uczniów-pilotów przeklinały tę maszynę i zostawiły nam w spadku uprzedzenie do niej. (...) Mam blisko przed twarzą rząd sześciu czarnych cylindrów i sześciu krótkich rur wydechowych, sterczących na prawo z wiecznie nawalającego Daimlera. Przybył spadochron. Siedzi się na nim wysoko, niewygodnie. W kabinie strasznie dużo miejsca. Stery chodzą twardo, ciężko. Zegarów – całe mnóstwo” (por. Stanisław Latwis). 

## Opis konstrukcji
Dwumiejscowy dwupłat szkolno-treningowy o konstrukcji całkowicie mieszanej.
Płaty prostokątne, dwudzielne, dwudźwigarowe, kryte sklejką od góry do pierwszego dźwigara i od dołu do drugiego dźwigara, pozostała część kryta płótnem. Dźwigary skrzynkowe. Płat górny identyczny z dolnym, istniała możliwość wymiennego stosowania płatów. Płaty usztywnione między sobą za pomocą zastrzałów o układzie litery N, z rur stalowych oprofilowanych drewnem i wykrzyżowane podwójnymi linkami. W skrzydłach umieszczone zbiorniki paliwa o pojemności 235-270 dm3. Lotki na wszystkich skrzydłach, kryte sklejką, wyposażone w skrzydełko odciążające.
Kadłub kratownicowy, o przekroju prostokątnym, zaokrąglony u góry, czteropodłużnicowy, kryty sklejką. Przednia część kadłuba, w okolicach silnika, pokryta osłonami z blachy aluminiowej. Kabiny w układzie tandem, odkryte.
Usterzenie trapezowe spawane z rur stalowych, kryte płótnem. Usterzenie poziome dwudzielne, podparte zastrzałami z rur stalowych, usterzenie pionowe usztywnione profilowymi cięgnami.
Podwozie klasyczne stałe z płozą ogonową.
Napęd: silnik rzędowy lub gwiazdowy (w zależności od wersji), śmigło dwułopatowe o stałym skoku, drewniane.

## Dane lotno-techniczne samolotu  BM-5
| Wersja                        | BM-5a                                      | BM-5b                              | BM-5c                                         | BM-5d                                              |
| ----------------------------- | ------------------------------------------ | ---------------------------------- | --------------------------------------------- | -------------------------------------------------- |
| Masa własna (kg)              | 980                                        | 922                                | 947                                           | 900                                                |
| Masa całkowita (w locie) (kg) | 1350                                       | 1300                               | 1330                                          | 1290                                               |
| Rozpiętość (m)                | 11,20                                      | 11,20                              | 11,20                                         | 11,20                                              |
| Długość (m)                   | 7,81                                       | 7,81                               | 7,81                                          | 7,60                                               |
| Wysokość (m)                  | 3,18                                       | 3,18                               | 3,18                                          | 3,18                                               |
| Powierzchnia nośna (m²)       | 31,00                                      | 31,00                              | 31,00                                         | 31,00                                              |
| Napęd                         | silnik rzędowy 6-cylindrowy Austro-Daimler | silnik rzędowy 6-cylindrowy SPA-6A | silnik rzędowy 8-cylindrowy Hispano-Suiza 8Fb | silnik gwiazdowy 9-cylindrowy Wright Whirlwind J-5 |
| Moc                           | 220 KM (162 kW)                            | 220 KM (162 kW)                    | 300 KM (221 kW)                               | 220 KM (162 kW)                                    |
| Prędkość maksymalna (km/h)    | 164                                        | 161                                | 172                                           | 172                                                |
| Prędkość minimalna (km/h)     | 76                                         | 70                                 | 73                                            | 70                                                 |
| Prędkość wznoszenia (m/s)     | 2,6                                        | 3,4                                | 4,5                                           | 4,0                                                |
| Pułap (m)                     | 3250                                       | 3075                               | 4750                                          | 4000                                               |
| Zasięg (km)                   | 420                                        | 435                                | 300                                           | 450                                                |